# 田村修二
田村 修二（たむら しゅうじ、1958年8月5日 - ）は、日本の経営者。

## 経歴
島根県出身。1972年に東京大学法学部を卒業し、同年4月に日本国有鉄道に入社。
1994年6月に日本貨物鉄道総務部長に就任し、執行役員、取締役、常務、専務を経て、2007年6月に副社長に就任。2012年6月に社長に就任した。2018年6月からは会長に就任した。